# Carnation, Lily, Lily, Rose
Carnation, Lily, Lily, Rose (Dansk: Nellike, lilje, lilje, rose) er malet i 1885 1886 af den amerikanske maler John Singer Sargent (1856-1925).
Sargent påbegyndte maleriet i en have i landsbyen Broadway i Cotswold, England, hvor han tilbragte sommeren 1885. Sargent ønskede at indfange og nøjagtigt gengive skumringens lys, så han malede billedet i det fri, på impressionistisk vis. Hver dag over en længere periode malede han på billedet i de minutter, hvor lyset var perfekt. Den følgende sommer genoptog han arbejdet med maleriet og fuldførte det i oktober 1986. De to piger er Dolly og Polly, døtre af illustratoren Frederick Barnard, der var en af Sargents venner. Titlen er taget fra omkvædet fra en dengang populær sang "The Wreath" af Joseph Mazzinghi.